# 楠格洛伊贾特
楠格洛伊贾特（Nangloi Jat），是印度德里West县的一个城镇。总人口150371（2001年）。

## 人口
该地2001年总人口150371人，其中男性82358人，女性68013人；0—6岁人口25249人，其中男13703人，女11546人；识字率62.97%，其中男性为71.40%，女性为52.75%。